# Kolonáda na Rajstně
Kolonáda na Rajstně je romantický klasicistní gloriet v Lednicko-valtickém areálu, v katastrálním území Valtice v okrese Břeclav. Stavba je chráněná jako kulturní památka.

## Historie

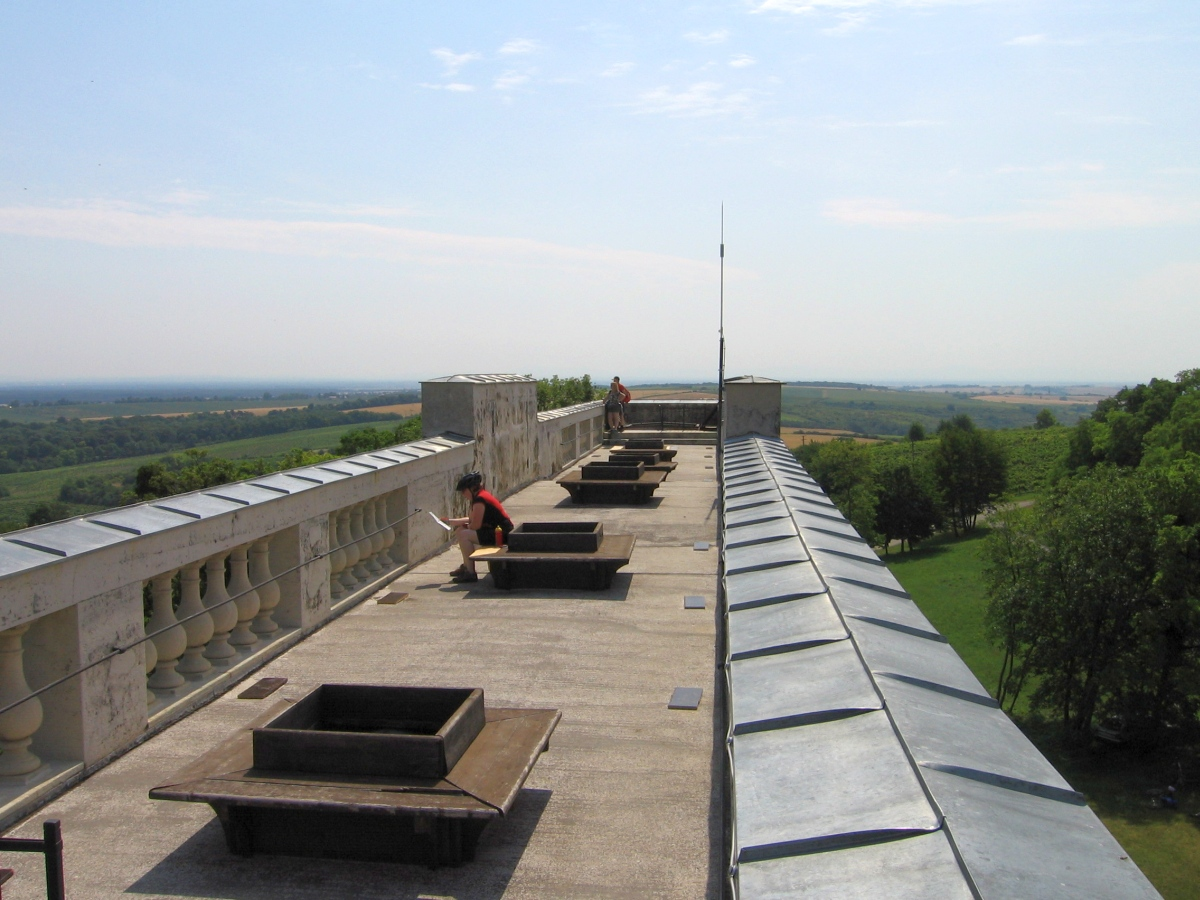
Vyhlídková terasa na střeše kolonády.

Kolonádu nechal postavit v letech 1817–1823 kníže Jan I. z Lichtenštejna jako vyhlídku a zároveň památník na svého zesnulého otce Františka Josefa I. a bratry Filipa a Aloise I. Dále měla výstavba kolonády, stejně jako ostatních staveb v Lednicko-valtickém areálu, poskytnutím pracovních příležitostí pomoci zlepšit sociální situaci zdejších poddaných.
Architektem kolonády byl ještě Josef Hardtmuth, stavbu provedl jeho nástupce Josef Kornhäusel. Předlohou byl gloriet ve vídeňském Schönbrunnu. Již po svém dokončení se stala oblíbeným výletním a turistickým cílem. Původně patřila parcela s kolonádou ke katastrálnímu území Schrattenberg. Roku 1925 byla tato část katastru Schrattenbergu připojena k Valticím.
Po roce 1945 se kolonáda ocitla v nepřístupném hraničním pásmu a sloužila jako pozorovatelna pohraniční stráže. Po roce 1989 přešla kolonáda do správy Národního památkového ústavu a byla postupně rekonstruována. V současné době je veřejnosti přístupná od května do září. Kolonáda se objevila v závěru pohádky O pokladech z roku 2012.

## Popis
Kolonáda se nachází na vrchu Homole (zvaném také Reisten či Rajstna) ve výšce 280 m n. m., asi 1,6 km jihozápadně od centra Valtic.
Klasicistní kolonáda obdélníkového půdorysu je tvořena 24 sloupy s korintskými hlavicemi. Vyvýšená atika uprostřed tvoří tvar vítězného oblouku. V krajním pilíři kolonády je umístěno schodiště, vedoucí na vyhlídkovou plošinu na střeše.

## Dostupnost
Kolonáda je dostupná z Valtic po červené turistické značce a cyklostezce. Kolonádou také prochází NS Valtice. Asi 100 metrů pod kolonádou se nachází také bezplatné hliněné parkoviště, kde je možné zaparkovat. 